# Warner Hahn
Warner Hahn (Rotterdam, 15 juni 1992) is een Nederlands-Surinaams voetballer die speelt als doelman. In juli 2024 verruilde hij Kyoto Sanga voor Hammarby IF. Hahn maakte in 2021 zijn debuut in het Surinaams voetbalelftal.

## Clubcarrière

### Jeugd
Hahns carrière begon in de jeugdopleiding van VV Alexandria '66. Hier werd hij ontdekt door Sparta Rotterdam, waar hij vanaf de E-jeugd speelde. Bij Sparta stond Hahn te boek als groot talent en kwam hij uit voor het Nederlandse Voetbalelftal onder de 16. Hahn speelde zich in de kijker van onder meer Arsenal, waar hij in drie dagen stage liep, maar uiteindelijk vond hij de overstap naar de Engelse topclub te groot. In 2008 verruilde hij Sparta daarom voor Ajax. Hahn speelde vier jaar bij Ajax, waarin hij steeds dichter bij het eerste elftal kwam. Na een jaar als jeugdspeler bij de Amsterdamse club gespeeld te hebben, tekende hij in 2009 een driejarig profcontract. In 2011 was Hahn uitgegroeid tot derde keeper achter Kenneth Vermeer en Jeroen Verhoeven, maar nadat de Amsterdamse club in 2011 Jasper Cillessen overnam van N.E.C., zakte hij een plaats in rang. Hahn maakte uiteindelijk nooit zijn officiële debuut voor Ajax. In de zomer van 2012 werd zijn contract door de Amsterdamse club niet verlengd. Hierna liep hij stage bij NAC Breda, waar hij tweede keeper kon worden achter Jelle ten Rouwelaar. Deze aanbieding legde Hahn echter naast zich neer, omdat hij de kans wilde krijgen om ergens eerste keeper te worden.

### FC Dordrecht
In de zomer van 2012 tekende Hahn voor twee jaar bij het in de Eerste divisie uitkomende FC Dordrecht. Hij werd hier, door het vertrek van Stef Doedée naar Inter Turku, al snel eerste doelman. In februari 2013 liep hij een zware schouderblessure op, waarna de club Doedée tijdelijk terughaalde. Hahn speelde in zijn eerste seizoen uiteindelijk 23 wedstrijden. In de zomer heroverde Hahn zijn plek onder de lat weer en speelde hij een sterk seizoen, waarin hij uiteindelijk alle wedstrijden keepte. Hij groeide daarnaast uit tot vaste keeper van Jong Oranje. Vanwege zijn overtuigende spel en zijn transfervrije status stond Hahn gedurende dit tweede seizoen in de belangstelling van onder andere FC Utrecht, ADO Den Haag, Celtic en Newcastle United.

### Feyenoord en verhuurperiodes
In december 2013 tekende Hahn een driejarig contract bij Feyenoord dat in zou gaan op 1 juli 2014. Bij Feyenoord moest hij de concurrentie aangaan met eerste doelman Erwin Mulder. In de zomer sloot Hahn zich aan bij de selectie van nieuwe trainer Fred Rutten. Kort na de start van het seizoen 2014/15 verraste Feyenoord echter met het aantrekken van Kenneth Vermeer van Ajax. De club bood de ontevreden Hahn, die door deze transfer plots geen uitzicht meer had op speeltijd bij de stadionclub, hierop een tijdelijk onderkomen bij satellietclub Excelsior aan, hetgeen hij weigerde.
Uiteindelijk was het PEC Zwolle, die Hahn overnam. De club had Diederik Boer verkocht aan Ajax, als vervanger voor Vermeer, en zat nu zelf met een keepersprobleem. Hahn verkreeg van trainer Ron Jans in Zwolle direct een basisplaats en maakte op 13 september 2014 zijn debuut in een wedstrijd tegen PSV. Hahn kende in Zwolle een sterk seizoen. Hij speelde 38 wedstrijden voor de club, waarmee hij de zesde plaats in de competitie behaalde en de finale van de KNVB beker bereikte. Door de supporters van PEC werd hij uitgeroepen tot speler van het jaar. In de zomer van 2015 keert hij terug naar Feyenoord om daar de concurrentiestrijd aan te gaan met Vermeer. In januari 2016 verlengde Hahn zijn contract bij Feyenoord tot medio 2019. Enkele weken later scheurde hij zijn voorste kruisband af, tijdens een wedstrijd van Jong Feyenoord, waardoor hij lange tijd uit de roulatie was. De club trok in de winterstop de Zweed Pär Hansson aan als vervanger van Hahn.
In de zomer van 2016 raakte Hahns concurrent, Kenneth Vermeer, eveneens zwaar geblesseerd, terwijl ook Hahn nog aan het revalideren was. Feyenoord durfde het niet aan het seizoen te beginnen met Hansson en de jonge Justin Bijlow. De club legde daarom de Australiër Brad Jones vast, die in het seizoen 2015/16 voor N.E.C. speelde. Eind november 2016 zat Hahn voor het eerst weer bij een wedstrijdselectie. Hij reist met Jong Feyenoord mee naar Engeland voor een wedstrijd tegen Chelsea U23. Op 29 november 2016 maakte Hahn zijn rentree tijdens deze wedstrijd. Hij speelde de volledige negentig minuten mee. Jong Feyenoord verloor deze wedstrijd met 2-1, na een 0-1 voorsprong. Op 21 december 2016 werd bekend dat Hahn voor een half jaar verhuurd werd aan Excelsior. Feyenoord werd dat seizoen kampioen. Jones maakte een degelijke indruk en hield uiteindelijk Vermeer uit het doel. Aan het eind van het seizoen maakte Feyenoord bekend Jones langer aan zich te binden, waarbij hij de strijd zou aangaan met Vermeer. De rol van Hahn was hiermee uitgespeeld, zonder dat hij ook maar een duel in het eerste van Feyenoord had gespeeld.

### sc Heerenveen
Op 12 juni 2017 maakte sc Heerenveen bekend Hahn te hebben aangetrokken als vervanger van de twee seizoenen eerder van Feyenoord overgekomen Erwin Mulder. Hij tekende een contract voor drie jaar. Tijdens de seizoensopener, een uitwedstrijd bij FC Groningen, raakte na 6 minuten Hahns schouder uit de kom, nadat hij te enthousiast juichte voor de openingstreffer van ploeggenoot Morten Thorsby. Hahn werd vervangen door Wouter van der Steen, die even als Hahn zijn debuut maakte voor de Friezen. De blessure bleek na behandeling niet ernstig te zijn, maar hield Hahn desondanks weken aan de kant. Heerenveen huurde hierop de Deense doelman Martin Hansen, die eerder bij ADO Den Haag speelde, voor een half seizoen van FC Ingolstadt 04. In de winterstop herhaalde zich hetzelfde scenario, toen Hahn kort na zijn rentree opnieuw een schouderblessure opliep en de club Hansen ook voor de tweede seizoenshelft huurde. Hahn kwam dat seizoen tot negen wedstrijden. In het seizoen 2018/19 bleef Hahn blessurevrij en speelde hij alle competitiewedstrijden voor de club. Medio 2020 verliep zijn contract en verliet hij Heerenveen.

### Latere clubcarrière
Hij vond niet onmiddellijk een club, maar kon zijn conditie op peil houden door te trainen met PEC Zwolle. Op 29 december 2020 tekende hij een contract tot het einde van het seizoen bij Anderlecht. Wegens de blessure van hun eerste doelman, Hendrik Van Crombrugge, had de Belgische ploeg een extra doelman nodig. Medio 2021 verliet hij de club weer, zonder officiële optredens achter zijn naam. Na zijn vertrek bij Anderlecht zat Hahn een maand zonder club, voor het naar de Eredivisie gepromoveerde Go Ahead Eagles hem aantrok. Die club zocht een nieuwe doelman na de verkoop van Jay Gorter aan Ajax. Hahn zette zijn handtekening onder een verbintenis voor de duur van één seizoen in Deventer. Op 29 januari 2022 werd vanwege een verschil in inzicht de verbintenis in onderling overleg beëindigd. Hahn tekende hierop tot het einde van het seizoen een contract bij IFK Göteborg. In januari 2023 ging Hahn naar het Japanse Kyoto Sanga. Na anderhalf jaar zonder competitieoptreden keerde Hahn terug naar Zweden, waar hij voor Hammarby IF ging spelen.

## Clubstatistieken
| Seizoen | Club            | Competitie      | Competitie | Competitie | Beker | Beker | Internationaal | Internationaal | Nacompetitie | Nacompetitie | Totaal | Totaal |
| Seizoen | Club            | Competitie      | Wed.       | Dlp.       | Wed.  | Dlp.  | Wed.           | Dlp.           | Wed.         | Dlp.         | Wed.   | Dlp.   |
| ------- | --------------- | --------------- | ---------- | ---------- | ----- | ----- | -------------- | -------------- | ------------ | ------------ | ------ | ------ |
| 2012/13 | FC Dordrecht    | Eerste divisie  | 23         | 0          | 2     | 0     | —              | —              | 2            | 0            | 27     | 0      |
| 2013/14 | FC Dordrecht    | Eerste divisie  | 34         | 0          | 1     | 0     | —              | —              | 4            | 0            | 39     | 0      |
| 2014/15 | Feyenoord       | Eredivisie      | 0          | 0          | 0     | 0     | 0              | 0              | —            | —            | 0      | 0      |
| 2014/15 | → PEC Zwolle    | Eredivisie      | 30         | 0          | 6     | 0     | —              | —              | 2            | 0            | 38     | 0      |
| 2015/16 | Feyenoord       | Eredivisie      | 0          | 0          | 0     | 0     | 0              | 0              | —            | —            | 0      | 0      |
| 2016/17 | Feyenoord       | Eredivisie      | 0          | 0          | 0     | 0     | 0              | 0              | —            | —            | 0      | 0      |
| 2016/17 | → Excelsior     | Eredivisie      | 17         | 0          | 0     | 0     | —              | —              | —            | —            | 17     | 0      |
| 2017/18 | sc Heerenveen   | Eredivisie      | 9          | 0          | 0     | 0     | —              | —              | —            | —            | 9      | 0      |
| 2018/19 | sc Heerenveen   | Eredivisie      | 34         | 0          | 4     | 0     | —              | —              | —            | —            | 38     | 0      |
| 2019/20 | sc Heerenveen   | Eredivisie      | 20         | 0          | 3     | 0     | —              | —              | —            | —            | 23     | 0      |
| 2020/21 | Anderlecht      | Eerste klasse A | 0          | 0          | 0     | 0     | —              | —              | —            | —            | 0      | 0      |
| 2021/22 | Go Ahead Eagles | Eredivisie      | 19         | 0          | 0     | 0     | —              | —              | —            | —            | 19     | 0      |
| 2022    | IFK Göteborg    | Allsvenskan     | 26         | 0          | 4     | 0     | —              | —              | —            | —            | 30     | 0      |
| 2023    | Kyoto Sanga     | J1 League       | 0          | 0          | 2     | 0     | —              | —              | —            | —            | 2      | 0      |
| 2024    | Kyoto Sanga     | J1 League       | 0          | 0          | 2     | 0     | —              | —              | —            | —            | 2      | 0      |
| 2024    | Hammarby IF     | Allsvenskan     | 1          | 0          | 0     | 0     | —              | —              | —            | —            | 1      | 0      |
| Totaal  | Totaal          | Totaal          | 213        | 0          | 24    | 0     | 0              | 0              | 8            | 0            | 245    | 0      |

Bijgewerkt op 26 juli 2024.

## Interlandcarrière

### Nederland –21
Op donderdag 14 augustus 2013 maakte hij zijn debuut in Nederland –21 in de met 1–0 gewonnen wedstrijd tegen Tsjechië –21.
| Interlands van Warner Hahn voor Nederland –21 | Interlands van Warner Hahn voor Nederland –21 | Interlands van Warner Hahn voor Nederland –21 | Interlands van Warner Hahn voor Nederland –21 | Interlands van Warner Hahn voor Nederland –21 | Interlands van Warner Hahn voor Nederland –21 |
| No.                                           | Datum                                         | Wedstrijd                                     | Uitslag                                       | Competitie                                    | Goals                                         |
| Als speler bij FC Dordrecht                   | Als speler bij FC Dordrecht                   | Als speler bij FC Dordrecht                   | Als speler bij FC Dordrecht                   | Als speler bij FC Dordrecht                   | Als speler bij FC Dordrecht                   |
| --------------------------------------------- | --------------------------------------------- | --------------------------------------------- | --------------------------------------------- | --------------------------------------------- | --------------------------------------------- |
| 1                                             | 14 augustus 2013                              | Tsjechië – Nederland                          | 0 – 1                                         | Vriendschappelijk                             |                                               |
| 2                                             | 5 september 2013                              | Nederland – Schotland                         | 4 – 0                                         | EK –21 2015 kwalificatie                      |                                               |
| 3                                             | 9 september 2013                              | Luxemburg – Nederland                         | 0 – 1                                         | EK –21 2015 kwalificatie                      |                                               |
| 4                                             | 10 oktober 2013                               | Georgië – Nederland                           | 0 – 6                                         | EK –21 2015 kwalificatie                      |                                               |
| 5                                             | 14 oktober 2013                               | Nederland – Oostenrijk                        | 0 – 3                                         | Vriendschappelijk                             |                                               |
| 6                                             | 14 november 2013                              | Slowakije – Nederland                         | 2 – 2                                         | EK –21 2015 kwalificatie                      |                                               |
| 7                                             | 18 november 2013                              | Frankrijk – Nederland                         | 1 – 1                                         | Vriendschappelijk                             |                                               |
| 8                                             | 5 maart 2014                                  | Nederland – Israël                            | 0 – 1                                         | Vriendschappelijk                             |                                               |
| 9                                             | 28 mei 2014                                   | Schotland – Nederland                         | 1 – 6                                         | EK –21 2015 kwalificatie                      |                                               |
| 10                                            | 3 juni 2014                                   | Nederland – Luxemburg                         | 3 – 1                                         | EK –21 2015 kwalificatie                      |                                               |
| Als speler bij PEC Zwolle                     |                                               |                                               |                                               |                                               |                                               |
| 11                                            | 4 september 2014                              | Nederland – Georgië                           | 0 – 1                                         | EK –21 2015 kwalificatie                      |                                               |
| 12                                            | 8 september 2014                              | Nederland – Slowakije                         | 0 – 1                                         | EK –21 2015 kwalificatie                      |                                               |
| 13                                            | 9 oktober 2014                                | Nederland – Portugal                          | 0 – 2                                         | EK –21 2015 kwalificatie                      |                                               |
| 14                                            | 14 oktober 2014                               | Portugal – Nederland                          | 5 – 4                                         | EK –21 2015 kwalificatie                      |                                               |

### Suriname
Hahn maakte op 24 maart 2021 zijn debuut in het Surinaams voetbalelftal, toen dat in een kwalificatiewedstrijd voor het WK 2022 met 3–0 van de Kaaimaneilanden won. De doelpunten werden gemaakt door Shaquille Pinas, Ryan Donk en Gleofilo Vlijter. Hahn mocht van bondscoach Dean Gorré in de basis starten en hij speelde het gehele duel mee. De andere Surinaamse debutanten dit duel waren Shaquille Pinas (ADO Den Haag), Ramon Leeuwin (AZ), Kelvin Leerdam (Inter Miami), Myenty Abena (Slovan Bratislava), Ryan Donk (Galatasaray), Damil Dankerlui (FC Groningen), Roland Alberg (Hyderabad FC), Dion Malone (NAC Breda), Ishan Kort (Almere City) en Jerrel Wijks (Inter Moengotapoe).
| Interlands van Warner Hahn voor Suriname | Interlands van Warner Hahn voor Suriname | Interlands van Warner Hahn voor Suriname | Interlands van Warner Hahn voor Suriname | Interlands van Warner Hahn voor Suriname | Interlands van Warner Hahn voor Suriname |
| №                                        | Datum                                    | Wedstrijd                                | Uitslag                                  | Competitie                               | Goals                                    |
| Als speler bij Anderlecht                | Als speler bij Anderlecht                | Als speler bij Anderlecht                | Als speler bij Anderlecht                | Als speler bij Anderlecht                | Als speler bij Anderlecht                |
| ---------------------------------------- | ---------------------------------------- | ---------------------------------------- | ---------------------------------------- | ---------------------------------------- | ---------------------------------------- |
| 1                                        | 24 maart 2021                            | Suriname – Kaaimaneilanden               | 3 – 0                                    | WK 2022 kwalificatie                     |                                          |
| 2                                        | 27 maart 2021                            | Aruba – Suriname                         | 0 – 6                                    | WK 2022 kwalificatie                     |                                          |
| 3                                        | 4 juni 2021                              | Suriname – Bermuda                       | 6 – 0                                    | WK 2022 kwalificatie                     |                                          |
| 4                                        | 8 juni 2021                              | Canada – Suriname                        | 4 – 0                                    | WK 2022 kwalificatie                     |                                          |
| 5                                        | 12 juli 2021                             | Jamaica – Suriname                       | 2 – 0                                    | Gold Cup 2021                            |                                          |
| 6                                        | 16 juli 2021                             | Suriname – Costa Rica                    | 1 – 2                                    | Gold Cup 2021                            |                                          |
| 7                                        | 20 juli 2021                             | Suriname – Guatemala                     | 2 – 1                                    | Gold Cup 2021                            |                                          |
| Als speler bij Go Ahead Eagles           |                                          |                                          |                                          |                                          |                                          |
| 8                                        | 28 januari 2022                          | Suriname – Barbados                      | 1 – 0                                    | Vriendschappelijk                        |                                          |
| 9                                        | 1 februari 2022                          | Suriname – Guyana                        | 2 – 1                                    | Vriendschappelijk                        |                                          |
| Als speler bij IFK Göteborg              |                                          |                                          |                                          |                                          |                                          |
| 10                                       | 27 maart 2022                            | Thailand – Suriname                      | 1 – 0                                    | Vriendschappelijk                        |                                          |
| 11                                       | 4 juni 2022                              | Suriname – Jamaica                       | 1 – 1                                    | Nations League 2022/23                   |                                          |
| 12                                       | 7 juni 2022                              | Jamaica – Suriname                       | 3 – 1                                    | Nations League 2022/23                   |                                          |
| 13                                       | 11 juni 2022                             | Mexico – Suriname                        | 3 – 0                                    | Nations League 2022/23                   |                                          |
| 14                                       | 22 september 2022                        | Suriname – Nicaragua                     | 2 – 1                                    | Vriendschappelijk                        |                                          |
| Als speler bij Kyoto Sanga               |                                          |                                          |                                          |                                          |                                          |
| 15                                       | 17 juni 2023                             | Suriname – Puerto Rico                   | 0 – 0 (3 – 4 n.s.)                       | Gold Cup 2023 kwalificatie               |                                          |
| 16                                       | 8 september 2023                         | Grenada – Suriname                       | 1 – 1                                    | Nations League 2023/24                   |                                          |
| 17                                       | 12 september 2023                        | Cuba – Suriname                          | 1 – 0                                    | Nations League 2023/24                   |                                          |
| 18                                       | 12 oktober 2023                          | Suriname – Haïti                         | 1 – 1                                    | Nations League 2023/24                   |                                          |
| 19                                       | 15 oktober 2023                          | Suriname – Grenada                       | 4 – 0                                    | Nations League 2023/24                   |                                          |
| 20                                       | 24 maart 2024                            | Suriname – Martinique                    | 1 – 1                                    | Vriendschappelijk                        |                                          |

Bijgewerkt op 26 juli 2024.